# Rio Pirita
Pirita é um rio no norte da Estônia que nasce na Planície Central do país e deságua no Golfo da Finlândia em Pirita, um dos 8 ( oito) distritos administrativos de Tallinn.
A bacia hidrográfica do Pirita está totalmente dentro do território da Estônia.

## Afluentes
Margem esquerda:
 Kuivajõgi,  Tuhala